# Radunje
Radunje (en serbe cyrillique : Радуње) est un village de Serbie situé dans la municipalité de Brus, district de Rasina. Au recensement de 2011, il comptait 62 habitants.

## Démographie
| 1948 | 1953 | 1961 | 1971 | 1981 | 1991 | 2002 | 2011 |
| ---- | ---- | ---- | ---- | ---- | ---- | ---- | ---- |
| 110  | 116  | 143  | 143  | 134  | 112  | 87   | 62   |

|  |